# Biologia Centrali-Americana
Biologia Centrali-Americana (abreviado Biol. Cent.-Amer., Bot.) es un libro con descripciones e ilustraciones botánicas que fue escrito por el botánico inglés William Botting Hemsley y publicado en cinco volúmenes en los años 1879-1888 on el nombre de Biologia Centrali-Americani; or, Contributions to the Knowledge of the Fauna and Flora of Mexico and Central America edited by F. Ducane Godman and Osbert Salvin. Botany.
Es una enciclopedia de la historia natural de México y América Central, publicado privadamente en 215 partes 1879-1915 por los editores Frederick DuCane Godman y Osbert Salvin, del Museo de Historia Natural de Londres.
Este trabajo sigue siendo fundamental para el estudio de las plantas y los animales neotropicales, ya que contiene casi todo lo que se sabía de la biodiversidad de México y América Central en el momento de su publicación. Destacados científicos de la época fueron los autores de los volúmenes. La serie consta de 63 volúmenes con 1.677 placas litográficas  (más de 900 de las cuales están en color) que representa 18.587 sujetos. En total, 50.263 especies son tratadas, de los cuales 19.263 se describen como nuevas. La arqueología esta en el proyecto ya monumental debido a los nuevos descubrimientos en la región.
Desde que la Biología Centrali-Americana fue publicada, varios volúmenes han sido reimpresos, pero en general la serie es rara en las bibliotecas y en su mayoría ausentes de los laboratorios de investigación de América Latina donde más se necesita. Los volúmenes originales fueron impresos en papel ácido y han sufrido por el manejo de las páginas, ahora quebradizos.
La Institución Smithsonian está digitalizando toda la obra para su distribución a través de Internet.

## Publicación
- Volumen nº 1: 1879-80;
- Volumen nº 2: 1881-82;
- Volumen nº 3: 1882-86;
- Volumen nº 4: 1887-1888;
- Volumen nº 5: of plates